# 가와니시정 (도치기현)
가와니시정(川西町)은 도치기현의 북동부 나스군에 속했던 정이다.

## 역사
- 1889년 4월 1일 - 정촌제 시행에 의해 나스군 가와니시정이 성립하였다.
- 1955년 2월 11일 - 구로바네정, 스카가와촌, 료고촌과 합병해 구로바네정이 신설되었다.

## 교통

### 철도
- 도야철도 (현 도야교통)
  - 도야 철도선

## 참고문헌
- 『日本現今人名辞典』日本現今人名辞典発行所、1903年。
- 大日本篤農家名鑑編纂所編『大日本篤農家名鑑』大日本篤農家名鑑編纂所、1910年。
- 人事興信所編『人事興信録 第12版 上』人事興信所、1940年。